# رامین، پنجاب

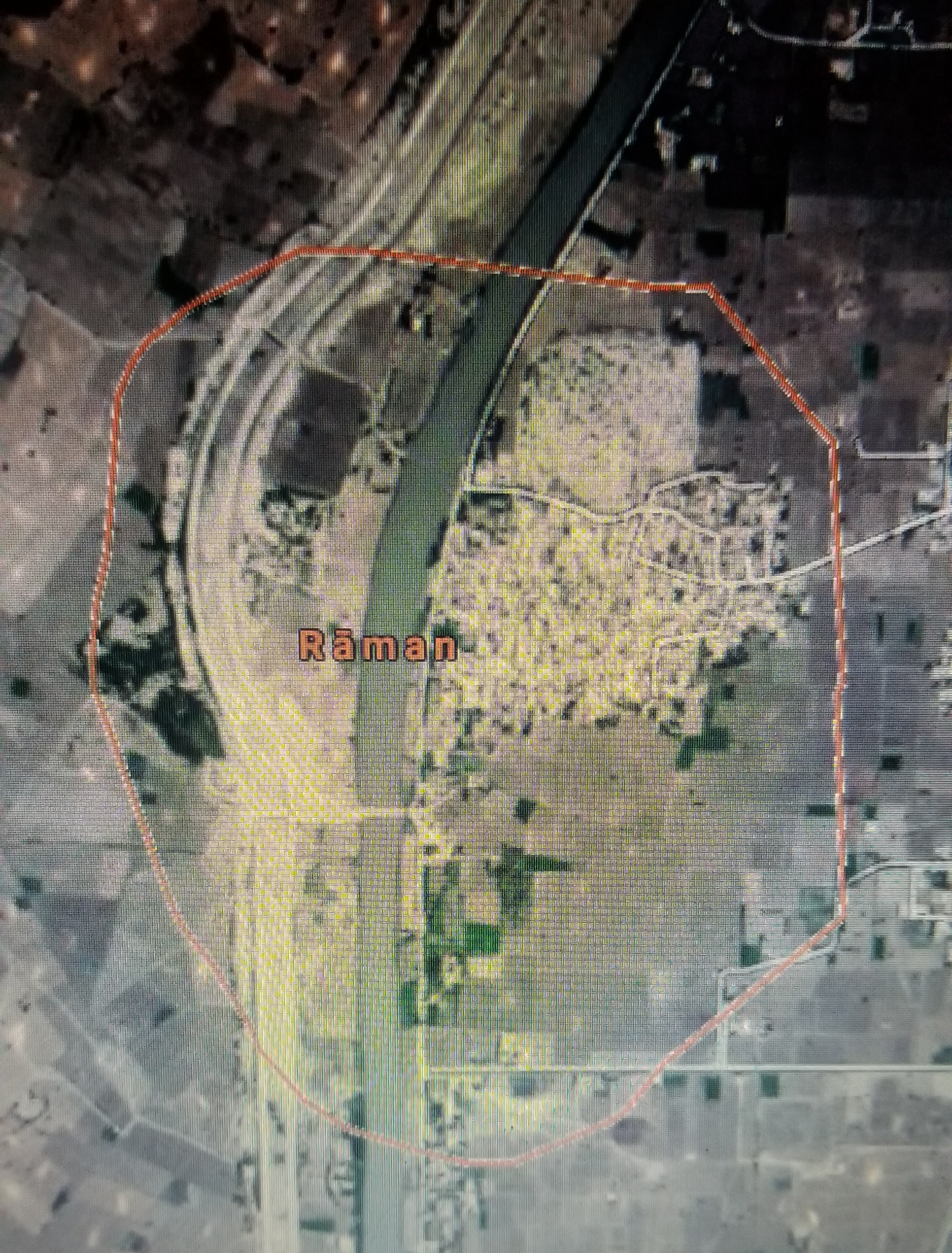
تصویر هوایی شهرک رامین در ایالت پنجاب پاکستان

رامین (به انگلیسی: Ramin) یک شهرک در پاکستان است که در ناحیه دیره غازی خان واقع شده‌است.